# Aljaksej Ryas
Aljaksej Manujelewitsch Ryas (belarussisch Аляксей Мануэлевіч Рыас, * 14. Mai 1987 in Minsk) ist ein belarussischer Fußballspieler peruanischer Abstammung. Seit 2015 spielt er für BATE Baryssau in der ersten belarussischen Liga.

## Karriere
Ryas begann seine Karriere beim FK Schachzjor Salihorsk, für den er im August 2006 in der Wyschejschaja Liha debütierte. Mit Salihorsk konnte er sich mehrmals fürs internationale Geschäft qualifizieren, aber nie die Hauptrunde erreichen. 2015 wechselte er zum Ligakonkurrenten BATE Baryssau. Im September 2015 gab er sein Champions-League-Debüt. Am 31. August 2016 wurde er erstmals in die Nationalmannschaft berufen.